# Agrati
La Agrati Garelli è stata una azienda meccanica e motociclistica italiana che nel 1961, assorbendo la Garelli, diede vita al gruppo Agrati-Garelli (cessato nel 2012).

## Storia

### Origini
Aveva sede a Cortenuova di Monticello Brianza, dove affonda le sue origine nel XIX secolo e nella forgiatura dei metalli e attrezzi agricoli grazie all'operosità di Antonio Agrati. Agli inizi del nuovo secolo questi cede le redini dell'impresa ai figli Clodoveo, Luigi e Mario. Tra il 1918 e 1919 produce motori elettrici e nei primi anni '20 ampliano l'attività nelle parti meccaniche per biciclette. Nel 1924, a seguito della loro prematura scomparsa, le sorti dell'azienda, che contava già una trentina di dipendente, passano nelle mani di Carlo Agrati, all'epoca di soli 16 anni, che con l'aiuto della famiglia amplia ulteriormente il raggio d'azione con la produzione anche di parti di telai. Con l'avvento della seconda guerra mondiale anche la piccola officina di Cortenuova è adattata alla produzione bellica, ma appena terminato il conflitto ritorna nel settore ciclistico.
Nel 1955 inizia una fruttuosa collaborazione con la Garelli di Sesto San Giovanni (MI) per la produzione di telai da bicicletta da equipaggiare col motore ausiliario Mosquito prima e per l'assemblaggio completo successivamente.

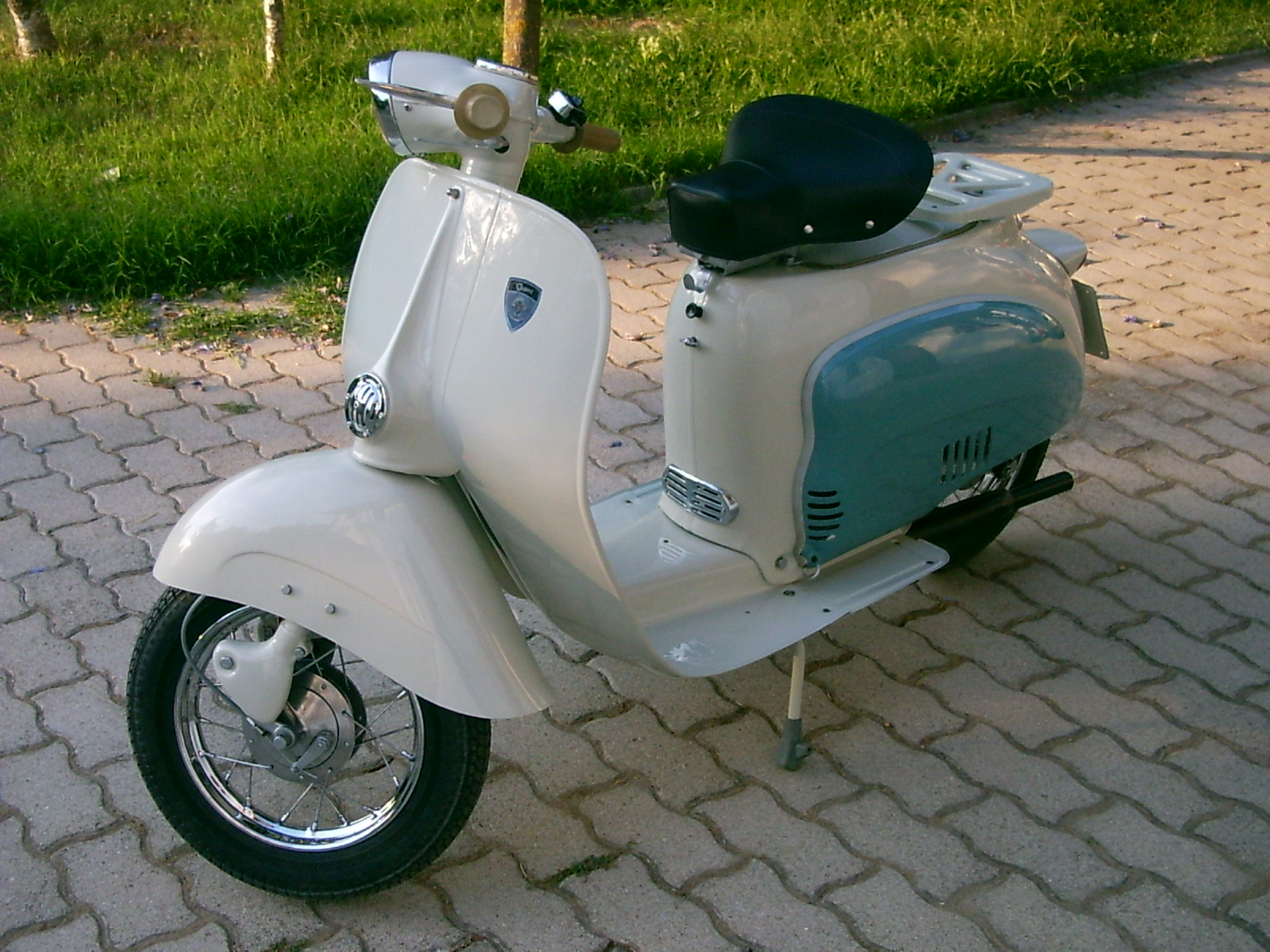
Il Capri della Agrati nella prima versione del 1959. Monta motore a 2 tempi Garelli 319R-70 da 70cc.

### I motocicli
Nel 1958 avviene il salto e inizia lo studio di un mezzo proprio, che si concretizza nello scooter Capri, seguito poi dal Como nel 1960 e dal ciclomotore denominato Capri Turismo De Lux. Nel 1961 a seguito di un momento di difficoltà della Garelli la famiglia Agrati l'acquista e  le due aziende si fondono diventando un polo industriale di rilievo. Il marchio Agrati verrà usato sino alla fine del degli anni '60 per la produzione dei Capri e dei Como mentre l'attività del gruppo proseguirà col marchio Garelli per le altre produzioni fino al 1991 l'anno di chiusura dello stabilimento di Cortenuova.